# Национальный оркестр Аквитании
Национальный оркестр Аквитании (фр. Orchestre national Bordeaux Aquitaine) — французский симфонический оркестр, базирующийся в Бордо.
Сформировался в 1940 году в результате объединения существовавшего с 1850-х годов оркестра Общества Святой Цецилии с основанным в 1932 году Гастоном Пуле оркестром Объединения преподавателей консерватории; Пуле стал и первым руководителем нового коллектива, названного Обществом консерваторских концертов (фр. Société des Concerts du Conservatoire). В дальнейшем оркестр ещё неоднократно менял название, становясь то Филармоническим оркестром Бордо, то Симфоническим оркестром Бордо, пока в 1988 году не получил своё нынешнее имя.
В настоящее время в составе оркестра около 120 музыкантов, он имеет насыщенную домашнюю и гастрольную программу. Особые отношения на протяжении многих лет связывали оркестр с композитором Анри Дютийё, ежегодно предоставлявшим ему право первого исполнения одного или нескольких своих сочинений.

## Главные дирижёры
- Гастон Пуле (1940—1945)
- Жорж Каррер (1945—1963)
- Жак Перноо (1963—1971)
- Роберто Бенци (1972—1987)
- Ален Ломбар (1988—1995)
- Джон Нешлинг (1996—1998)
- Ханс Граф (1998—2004)
- Кристиан Лоба (2004—2007, художественный руководитель)
- Кваме Райан (2007—2013)
- Пол Дэниел (c 2013)

## Известные музыканты оркестра
- Владимир Кафельников (труба)
- Владимир Немцану (скрипка)
- Этьен Пеклар (виолончель)